# Matteo Cozzari
Matteo Cozzari (ur. 25 lipca 1990 roku) – włoski kierowca wyścigowy.

## Kariera
Cozzari rozpoczął karierę w międzynarodowych wyścigach samochodowych w 2005 roku od startów we Włoskiej Formule Gloria, gdzie z dorobkiem trzydziestu punktów uplasował się na dziewiątym miejscu w końcowej klasyfikacji kierowców. W późniejszych latach pojawiał się także w stawce Formuły Azzura, Włoskiej Formuły 3, Włoskiej Formuły 3000, Gloria Scouting Cup oraz Euroseries 3000.